# Ratusz Starej Warszawy

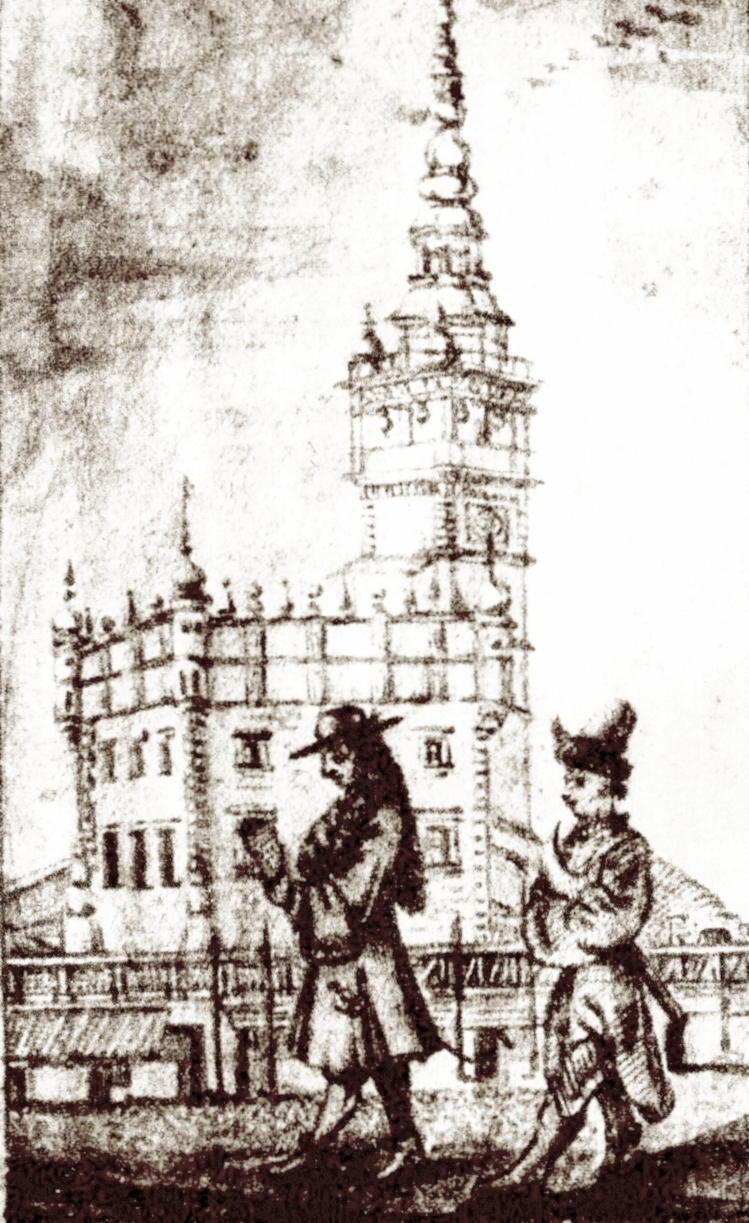
Ratusz Starego Miasta (1701 r.)

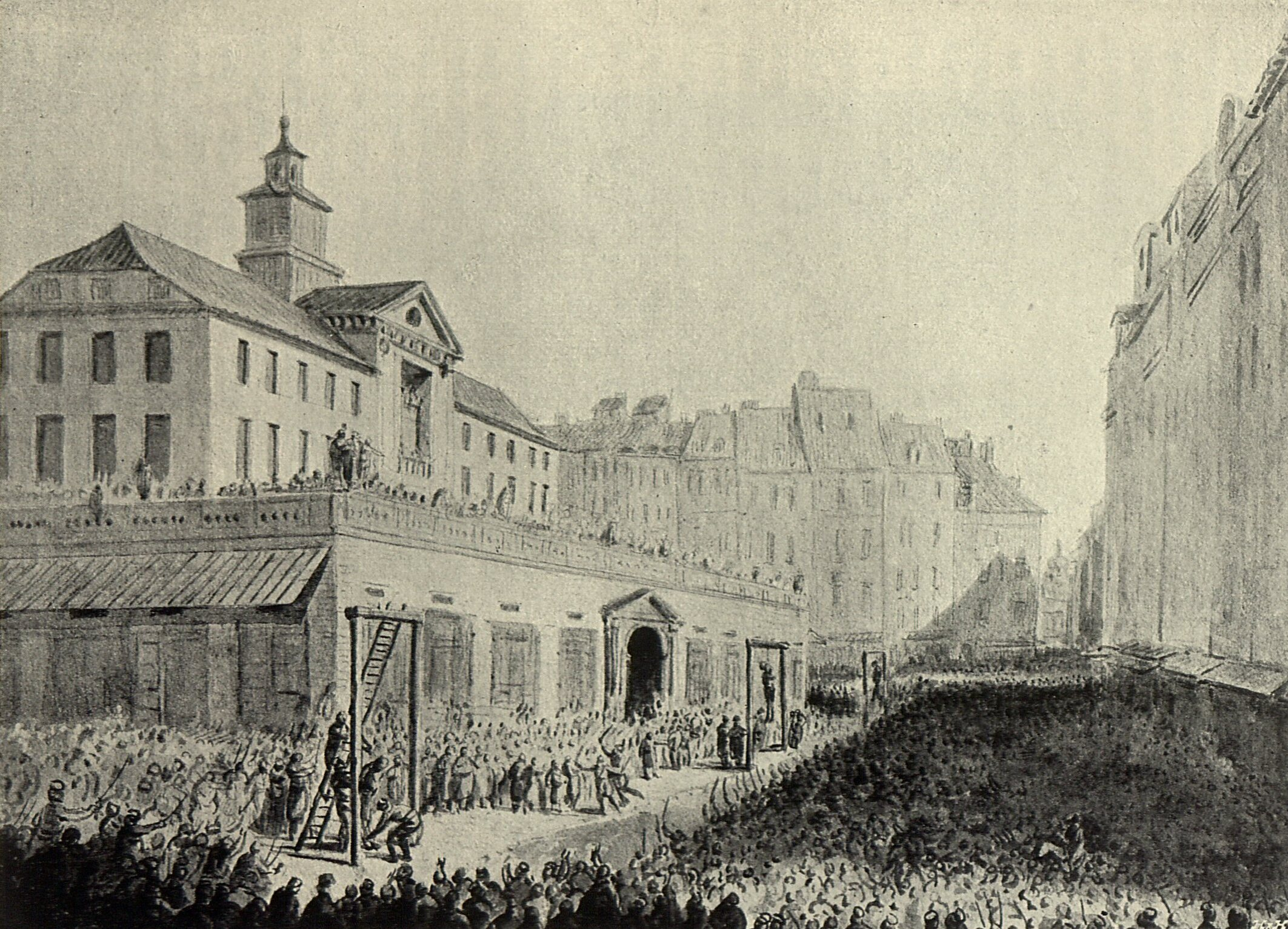
Jan Piotr Norblin, Wieszanie targowiczan na Rynku Starego Miasta 9 maja 1794 r., po lewej stronie budynek ratusza

Ratusz Starej Warszawy, także ratusz miasta Starej Warszawy – budynek ratusza Starej Warszawy, znajdujący się od XV wieku do 1817 na Rynku Starego Miasta.

## Historia
Władzę nad miastem sprawował przez długi czas po lokacji zasadźca miasta, którym był pełnomocnik księcia – wójt z kilkoma ławnikami. Wyłonienie się samorządu miejskiego wymusiło budowę ratusza. Pierwsze wzmianki o ratuszu pochodzą z 1429 roku i w formie gotyckiej przetrwał do roku 1580. Pierwotnie jego wymiary wynosiły 15 na 13 metrów. W piwnicy pod ratuszem sprzedawano piwa wareckie i piątkowskie, co było znaczącym źródłem dochodów miasta.
W roku 1580 Antonim de Ralia przebudował ratusz na modłę niderlandzką z 4 cylindrycznymi skarpami w narożach i wieżą ratuszową. W 1701 roku powstał wokół ratusza murowany, parterowy budynek projektu Tylmana z Gameren o rozmiarach 55 na 34 m, mieszczący kramy, których od strony ratusza było 36, a od zewnątrz 39, ozdobiony 4 portalami i attyką tralkową osłaniającą dach. Budynek ten nie przylegał bezpośrednio do ratusza i powstały w ten sposób wąskie uliczki, natomiast zacieśnieniu uległ sam Rynek Staromiejski – pomiędzy kramami a kamienicami zwęził się on do ulic o szerokości 18–19 metrów. Pożar w 1749 zniszczył piętro i wieżę ratusza, co spowodowało odbudowę w stylu barokowym.
W 1781 miała miejsce kolejna przebudowa najprawdopodobniej według projektu Dominika Merliniego w stylu klasycystycznym, dzięki czemu dłuższe elewacje otrzymały ryzality o jedno piętro wyższe od reszty budynku, zwieńczone tympanonami. Projekt Merliniego z 1776 roku przewidywał umieszczenie w ratuszu teatru, ostatecznie wzniesionego na placu Krasińskich. W ratuszu przebywali tacy działacze Oświecenia jak Hugo Kołłątaj czy Jan Dekert, prezydent Starej Warszawy. Stąd 2 grudnia 1789 wyruszyła czarna procesja, a w nocy z 17 na 18 kwietnia 1794 Stanisław Mokronowski wybrany został tutaj komendantem miasta.
9 maja 1794 przed ratuszem zostali powieszeni przywódcy konfederacji targowickiej, skazani na karę śmierci przez Sąd Kryminalny Księstwa Mazowieckiego: hetman wielki koronny Piotr Ożarowski, marszałek Rady Nieustającej Józef Ankwicz i hetman polny litewski Józef Zabiełło.
28 czerwca 1794 przy ratuszu na szubienicach zawiśli targowiczanie w czasie publicznej egzekucji.
Gdy stał się zbyt mały na potrzeby miasta, które w wyniku likwidacji warszawskich jurydyk znacznie zwiększyło liczbę swoich mieszkańców, jego funkcję przejął pałac Jabłonowskich. Budynek ratusza został rozebrany w 1817. W jego miejscu powstał ogrodzony plac z rzędem topoli włoskich.
Po wyburzeniu ratusza, Rynek Starego Miasta powoli tracił na znaczeniu i z czasem stał się placem targowym uboższej dzielnicy. W 1855, kiedy w Warszawie zainstalowano wodociągi miejskie, pośrodku rynku ulokowano wodotrysk z pomnikiem Syrenki dłuta Konstantego Hegla.
Budynek ratusza nie został zrekonstruowany po II wojnie światowej.